# 朴応秀
朴 応秀（パク・ウンス、朝鮮語: 박응수/朴應秀、1920年 -不詳 ）は、朝鮮半島出身の医学者、生理学者。漢字表記は、朴応秀。

## 略歴
1920年、日本統治下の朝鮮半島平安南道で生まれる。1943年にセブランス医学校（現延世大学校）卒業。韓国陸軍軍医を経てカリフォルニア大学内分泌研究施設で研究。1964年からカナダ、モントリオール大学実験医学研究所でハンス・セリエのもとで研究し、1968年からは日本の研究施設（株式会社白寿生科学研究所豊岡研究室）で従事。1969年から71年まで東京大学医科学研究所研究員。1971年、U S パーク心臓研究財団を設立し、Dr USパーク心臓血圧研究所診療所長に就任。

## 著作・研究業績・論文
- 「ホルモン・バランス」（発行：米国財団法人パーク心臓研究財団、発売：実業之日本社、1977）
- 「Prevenion of Renal Necrosis by Stress」（The Journal of the American Medical Association 1967:201(13):1026-1029）